# هانا ميلر
هانا ميلر (بالإنجليزية: Hannah Miller)‏ هي متزلجة فنية أمريكية، ولدت في 29 أكتوبر 1996 في شيكاغو في الولايات المتحدة.

## وصلات خارجية
- الموقع الرسمي
- هانا ميلر على موقع الاتحاد الدولي للتزلج (الإنجليزية)